# Schizoglossa worthyae
Schizoglossa worthyae är en snäckart som beskrevs av Powell 1949. Schizoglossa worthyae ingår i släktet Schizoglossa och familjen Rhytididae. Inga underarter finns listade i Catalogue of Life.